# 北機廠 (臺北捷運)
北機廠（英語：North Depot）是台北捷運的機廠，為將來要通車的台北捷運環狀線服務，位於環狀線在新北市蘆洲區與三重區交界的集賢環保公園下方。機廠命名通常以所在地區為名，然而北機廠所在之蘆洲區已有蘆洲機廠，無法重名。且相對於北機廠的環狀線南機廠因為位於在新北市新店區，也已有新店機廠無法重名，因此才會以同樣服務環狀線兩機廠的南北相對位置命名。
由於新北市政府和地主在徵收方式上遲未有共識，無法和蘆洲都市計畫第三次通盤檢討銜接，新北市捷運工程局另案變更處理機廠用地改設於集賢環保公園並成為中和機廠、金城機廠後第三座地下機廠。

## 時程
- 2022年03月03日動工，預計2029年07月03日完工[3]